# Ordine Nazionale del Madagascar

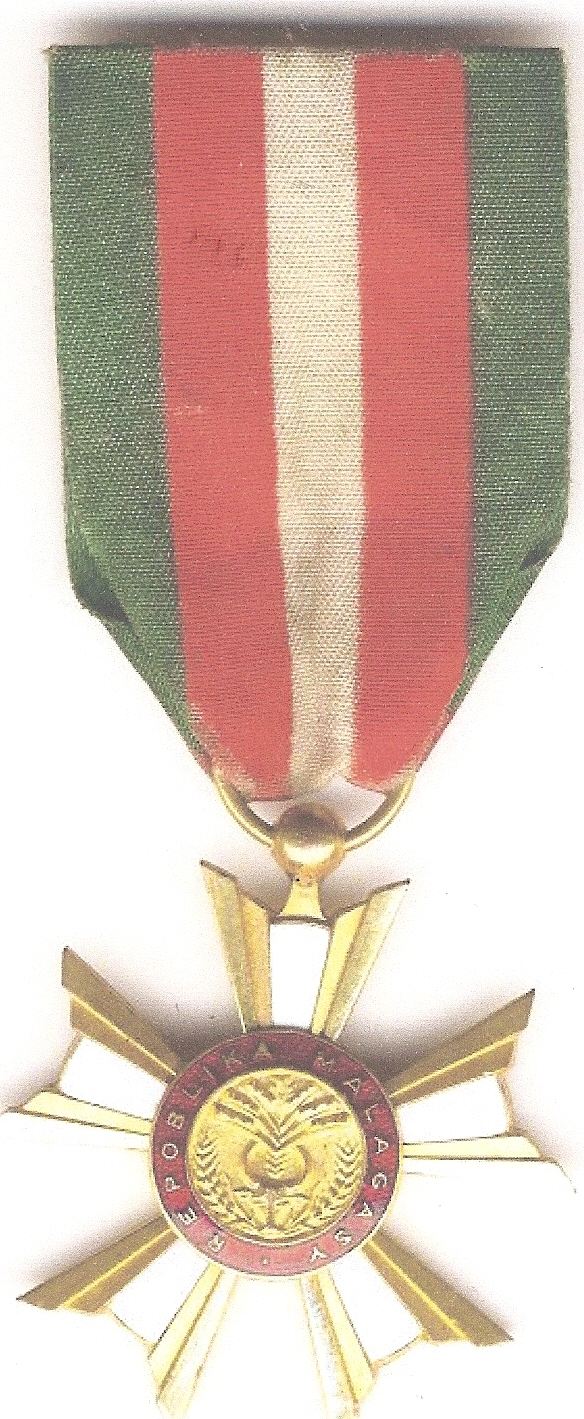
Ordine Nazionale del Madagascar

L'Ordine Nazionale del Madagascar è un ordine cavalleresco del Madagascar.

## Classi
L'Ordine consta delle seguenti classi di benemerenza:
- Gran Cordone
- Cavaliere di Gran croce di I Classe
- Cavaliere di Gran Croce di II Classe
- Grand'Ufficiale
- Commendatore
- Ufficiale
- Cavaliere

| Nastri    |           |              |                 |                                      |                                     |              |
| Cavaliere | Ufficiale | Commendatore | Grand'Ufficiale | Cavaliere di Gran Croce di II Classe | Cavaliere di Gran Croce di I Classe | Gran Cordone |

## Insegne
- Anna, principessa reale
- Hailé Selassié